# Carlson Young
 (août 2015).
Si vous disposez d'ouvrages ou d'articles de référence ou si vous connaissez des sites web de qualité traitant du thème abordé ici, merci de compléter l'article en donnant les références utiles à sa vérifiabilité et en les liant à la section « Notes et références ».
Pour les articles homonymes, voir Young.
Carlson Elizabeth Young est une actrice américaine née le 29 octobre 1990 à Fort Worth, au Texas. Elle est surtout connue pour son rôle de Brooke Maddox dans la série télévisée d'horreur américaine Scream.

## Biographie

### Jeunesse
Carlson Young est la fille de Susan Scagel et Marshall Young Sr qui se sont mariés en novembre 1988. Elle a un frère Marshall Jr. qui est musicien (né le 23 mai 1993) et une sœur Griffin (née le 6 février 1996).

### 2007-2009: Ses débuts
Elle fait ses débuts à la télévision dans le premier épisode de Trop la classe !, qui a été diffusé le 26 août 2007, aux côtés de Demi Lovato et Tony Oller. La série compte au total 2 saisons de 36 épisodes et est annulée le 5 avril 2009.

### Vie privée
Carlson Young vit à Los Angeles.
Depuis septembre 2013, elle est en couple avec Isom Innis, un musicien qui accompagne le groupe de rock Foster the People. En janvier 2016, ils annoncent leurs fiançailles après plus de deux ans de vie commune et ils se sont mariés le 30 avril 2017 à Fort Worth, au Texas.

## Filmographie

### Cinéma

#### Longs métrages
- 2014 : Premature de Dan Beers : Angela Yearwood
- 2019 : The Night Is Young de Dave Hill et Matt Jones : Chair
- 2021 : 12 Mighty Orphans de Ty Roberts : Annie
- 2021 : The Blazing World d'elle-même : Margaret Winter
- 2023 : A Pity

#### Courts métrages
- 2013 : The Kid de Sean Brosnan : Charlie
- 2017 : 50 Ways de Daniel Angeles : Shelly
- 2018 : The Blazing World d'elle-même : Margaret Winter
- 2019 : Date de Scott Rodgers : Sarah
- 2019 : Trudge de Creston Whittington : Vi

### Télévision

#### Séries télévisées
- 2007 - 2009 : Trop la classe ! (As the Bell Rings) : Tiffany Blake
- 2009 : Heroes : Une chearleader (saison 4, épisode 8)
- 2010 : Pretty Little Liars : Amber Victorino (saison 1, épisodes 5 et 6)
- 2010 : True Blood : Tammy (saison 3, épisodes 4, 6, et 11 )
- 2010 : The League : Callie (saison 2, épisodes 11 et 12)
- 2010 : Les Experts (CSI: Crime Scene Investigation) : Checker (saison 11, épisode 10)
- 2011 : Big Time Rush : Peggy (saison 2, épisode 11)
- 2011 : Traffic Light Savannah (saison 1, épisode 13)
- 2012 : Shake It Up : Danika Fitzgerald (saison 2, épisode 27)
- 2012 - 2013 : Paire de rois (Pair of Kings) : Chelsea (saison 2, épisodes 15 et 23)
- 2012 - 2013 : Key & Peele : Jacquelin (saison 2, épisodes 0 et 4 - saison 3, épisode 1)
- 2015 : Grimm : Selina Golias (saison 5, épisode 5)
- 2015 : Les Experts : Cyber (CSI: Cyber) : Mia Wilcox (saison 2, épisode 10)
- 2015 - 2016 : Scream : Brooke Maddox
- 2016 : Last Teenagers of the Apocalypse : Néon (saison 1, épisodes 1 à 4)
- 2016 : Pickle and Peanut : Une femme (voix, saison 1, épisode 17)
- 2020 : Emily in Paris : Brooklyn Clark (saison 1, épisode 7)

#### Téléfilms
- 2010 : Le Sauveur de Noël (The Dog Who Saved Christmas) de Michael Feifer : London James
- 2011 : Une coupable idéale (The Perfect Student) de Michael Feifer : Laura
- 2017 : L'amour sous mes yeux (A Man for Every Month) de Ron Oliver : Megan Collins

### Réalisatrice
- 2018 : The Blazing World (court métrage)
- 2021 : The Blazing World
- 2024 : Upgraded
- 2025 : Trust

### Scénariste
- 2018 : The Blazing World (court métrage)
- 2021 : The Blazing World

### Productrice
- 2017 : 50 Ways de Daniel Angeles (court métrage)
- 2018 : The Blazing World (court métrage)

## Distinctions

### Nominations
- 2015 : TV Guide Awards de l'actrice préférée une série télévisée dramatique pourScream (2015-2016.
- 2016 : Leo Awards de la meilleure performance dans un second rôle une série télévisée dramatique pourScream (2015-2016.
- 2016 : TV Guide Awards de la meilleure distribution une série télévisée dramatique pourScream (2015-2016) partagée avec Willa Fitzgerald, John Karna, Bex Taylor-Klaus, Amadeus Serafini, Tracy Middendorf, Sean Grandillo, Santiago Segura, Kiana Ledé et Anthony Ruivivar.
- 2021 : Festival international du film fantastique de Catalogne du meilleur film pour The Blazing World (2021).
- Festival du film de Sundance 2021 : Nomination au Prix NEXT Innovator du meilleur film pour The Blazing World (2021).
- Festival du film de Sundance 2021 : Nomination au Prix du Grand Jury du meilleur film pour The Blazing World (2021).